# Ridgewood (Nueva Jersey)
Ridgewood es una villa ubicada en el condado de Bergen en el estado estadounidense de Nueva Jersey. En el año 2010 tenía una población de 24.958 habitantes y una densidad poblacional de 1.652,85 personas por km².

## Geografía
Ridgewood se encuentra ubicado en las coordenadas 40°59′2″N 74°6′52″O / 40.98389, -74.11444.

## Demografía
Según la Oficina del Censo en 2007 los ingresos medios por hogar en la localidad eran de $121,662 y los ingresos medios por familia eran $147,965. Los hombres tenían unos ingresos medios de $90,422 frente a los $50,248 para las mujeres. La renta per cápita para la localidad era de $51,658. Alrededor del 3% de la población estaba por debajo del umbral de pobreza.